# 济州远东广播
济州远东广播（朝鮮語：제주극동방송）是位于韩国济州特别自治道的远东广播公司（FEBC）的地方制作中心。

## 所在地
- 济州特别自治道济州市涯月邑下贵里2761（2761, Hagwi-ri, Aewol-up, Jeju-si Jeju-do 695-750, KOREA.）

## 沿革
- 1973年6月30日 - 开局（呼号为HLDA），又称亚细亚放送，最初使用频率为1570kHz，发射功率250kW。
- 1978年12月23日 - 更改频率为1566kHz，同时更改呼号为HLAZ。
- 2001年8月14日 - 改为济州远东广播。

## 广播频率
| 发射地 | 呼号 | 频率        | 发射功率 |
| 涯月邑 | HLAZ | AM 1566kHz  | 250kW    |
| 犬月岳 | HLAZ | FM 104.7MHz | 1kw      |
| 三梅峰 | HLAZ | FM 101.1MHz | 90W      |

- 1566kHz在晚间于中国东北、华北、华东地区，朝鲜半岛全境、日本部分地区、俄罗斯远东地区可听到。

## 播出语言
- 中波广播：
  - 朝鲜语：4:00-20:30
  - 汉语：20:30-21:30，22:45-2:30，3:00-4:00，具体内容详见益友电台
  - 日语：21:30-22:45
  - 俄语：2:30-3:00
- 调频广播：全部以韩语播出